# هنري إيرفينغ

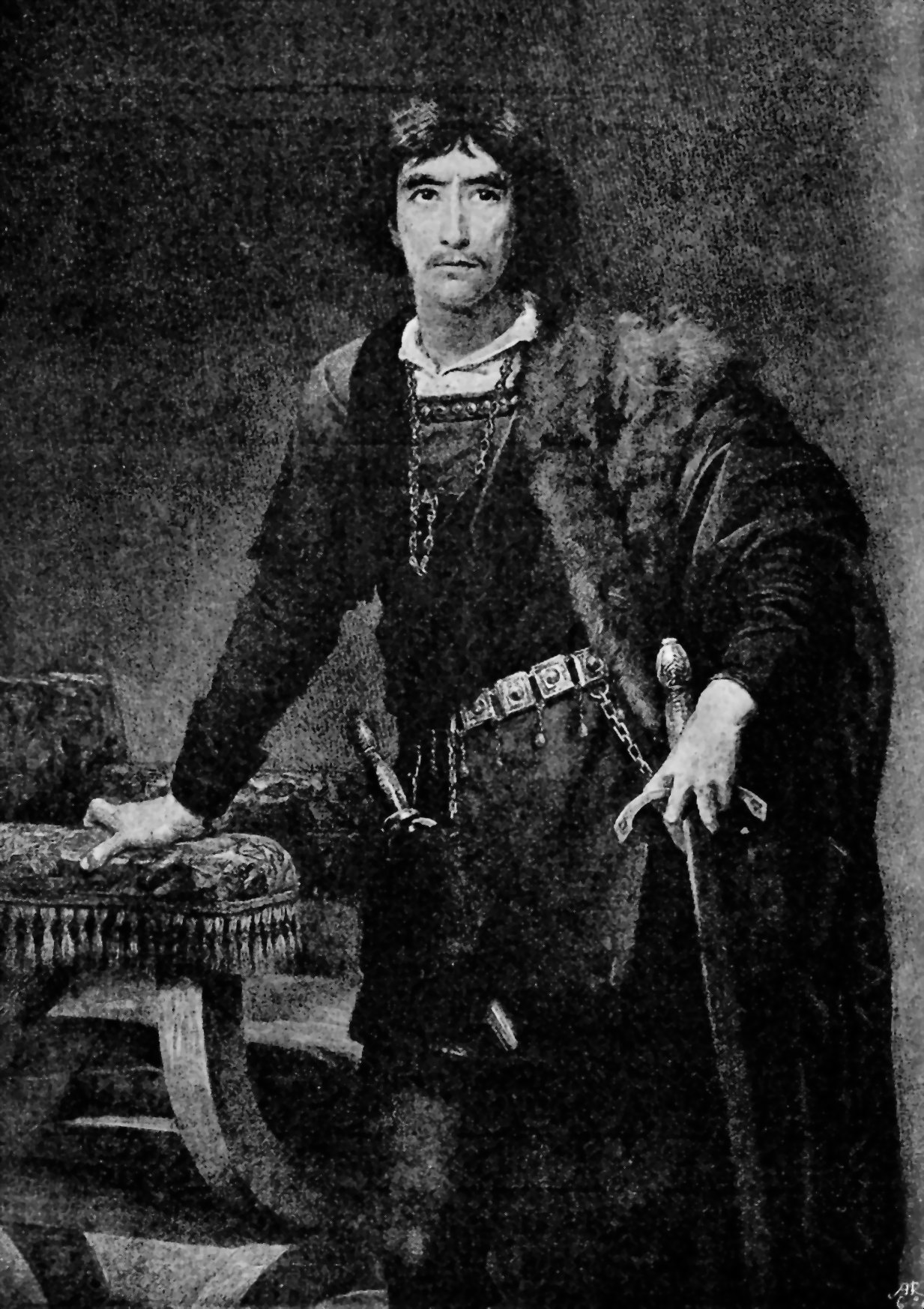
السير هنري إيرفينغ، في دور هاملت في رسم توضيحي في عام 1893م من مجلة إيدلر

السير هنري إيرفينغ (بالإنجليزية: Henry Irving) (6 من فبراير 1838م – 13 من أكتوبر 1905م)، وُلد باسم جون هنري برودريب، كان ممثلًا مسرحيًا إنجليزيًا في العصر الفيكتوري، ويُعرف باسم المدير الممثل؛ لأنه حمل على عاتقه المسؤولية كاملة (للإشراف على الأجهزة والإضاءة والإخراج وطاقم الممثلين، بالإضافة إلى لعب الأدوار القيادية) لموسم عقب موسم في مسرح ليسيوم (Lyceum Theatre)، مُعتبرًا نفسه وشركته بمثابة ممثلين للمسرح الكلاسيكي الإنجليزي. وكان الممثل الأول الذي حصل على لقب الفروسية. ويُعتقَد أن إيرفينغ هو الملهم لشخصية البطل في رواية دراكولا (Dracula) التي ألفها برام ستوكر مدير مسرح ليسيوم في عام 1897م.

## كتابات أخرى
- Chisholm, Hugh, ed. (1911). "Irving, Sir Henry" . Encyclopædia Britannica (بالإنجليزية) (11th ed.). Cambridge University Press.
- Stoker, Bram. Personal Reminiscences of Henry Irving: Volume 1 and Volume 2. London : W. Heinemann, 1906. Scanned books via أرشيف الإنترنت.
- [Archer, William 1885. Henry Irving, Actor and Manager: A Critical Study, London:Field & Tuer.
- Beerbohm, Max. 1928. 'Henry Irving' in A Variety of Things. New York, Knopf.
- Holroyd, Michael. 2008. A Strange Eventful History, Farrar Straus Giroux, ISBN 0-7011-7987-2
- Irving, Laurence. 1989. Henry Irving: The Actor and His World. Lively Arts. ISBN 0-86287-890-X
- Information about Irving at the PeoplePlay UK website

## وصلات خارجية
- هنري إيرفينغ على موقع IMDb (الإنجليزية)
- هنري إيرفينغ على موقع الموسوعة البريطانية (الإنجليزية)
- هنري إيرفينغ على موقع قاعدة بيانات برودواي على الإنترنت (الإنجليزية)
- هنري إيرفينغ على موقع قاعدة بيانات برودواي على الإنترنت (الإنجليزية)
- هنري إيرفينغ على موقع إن إن دي بي (الإنجليزية)

- Henry Irving at IBDb.com
- The Irving Society
- The Henry Irving Foundation
- NY Times article that includes information about Irving's American tour and the lease of the Lyceum to the American company at the same time
- Henry Irving North American Theatre Online with bio and pics
- Anonymous (1873). Cartoon portraits and biographical sketches of men of the day. Illustrated by Frederick Waddy. London: Tinsley Brothers. ص. 52–53. اطلع عليه بتاريخ 2011-01-06.